# Submarino Peral
El Peral fue un prototipo de submarino con propulsión eléctrica realizado por la Armada Española según un proyecto de Isaac Peral construido en los astilleros de La Carraca, en San Fernando (Cádiz). Es el primer submarino totalmente eléctrico del mundo y equipado con torpedos. Actualmente se encuentra conservado como buque museo en el Museo Naval de Cartagena, Región de Murcia.

## Génesis

Perfil del Peral.

Aunque no fue la primera vez que se planeaba la construcción de un buque que navegara en inmersión, en 1885 la novedad era que se propulsara por medio de la energía eléctrica. 
En 1885 el teniente de navío Isaac Peral se dirigió al Ministro de Marina, Manuel de la Pezuela y Lobo, para exponerle sus teorías sobre la posibilidad de realizar un torpedero sumergible para defensa de costas. 
El ministro autorizó la construcción del aparato por Real Orden de 4 de octubre de 1886, con un crédito inicial de 25 000 pesetas. En abril del año siguiente, el nuevo ministro de marina, Rafael Rodríguez de Arias, autorizó la construcción.

## El buque

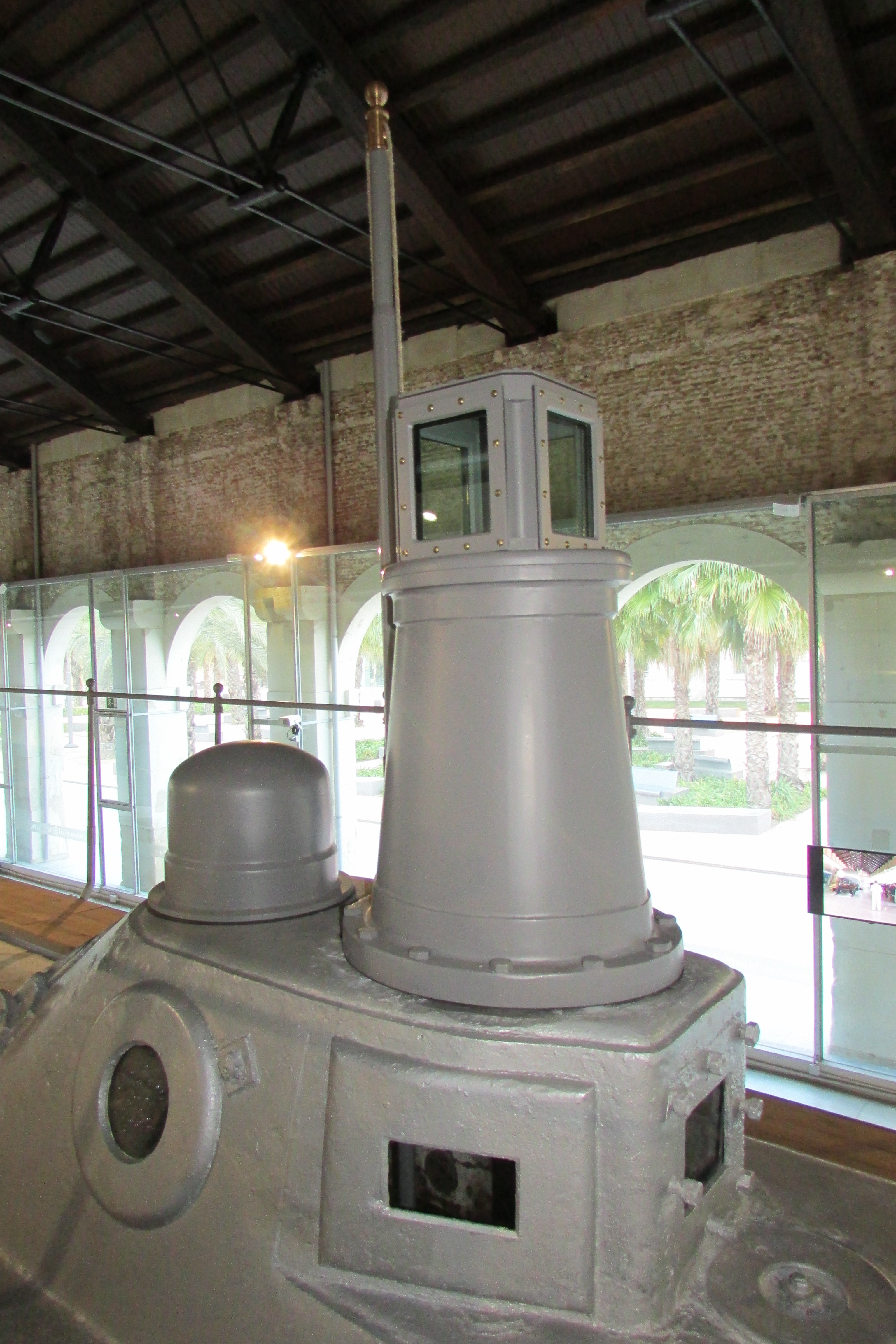
Vela (torreta) del submarino de Peral

El casco era de acero, con forma de huso y tres tanques de trimado, que achicaban por medio de bombas. La cota máxima de inmersión era de 30 m y se controlaba por medio de dos hélices de eje horizontal accionadas eléctricamente.
Tenía un tubo lanzatorpedos a proa, cosa que no volvería a verse hasta la botadura en 1901 del sumergible tipo 'Holland VIIR / Som, ex Fulton.

## Coste del buque
El coste final del proyecto quedó según el siguiente desglose:
| Elemento                | Precio       |
| ----------------------- | ------------ |
| Baterías y acumuladores | 75 000 ptas  |
| Tres dínamos            | 25 500 ptas  |
| Tres locomóviles        | 30 000 ptas  |
| Dos motores de 30 CV    | 12 000 ptas  |
| Tres motores            | 4500 ptas    |
| Tubo de lanzar torpedos | 20 000 ptas  |
| Casco del buque         | 7500 ptas    |
| Jornales y varios       | 125 000 ptas |
| Total                   | 299 500 ptas |

## Construcción y pruebas

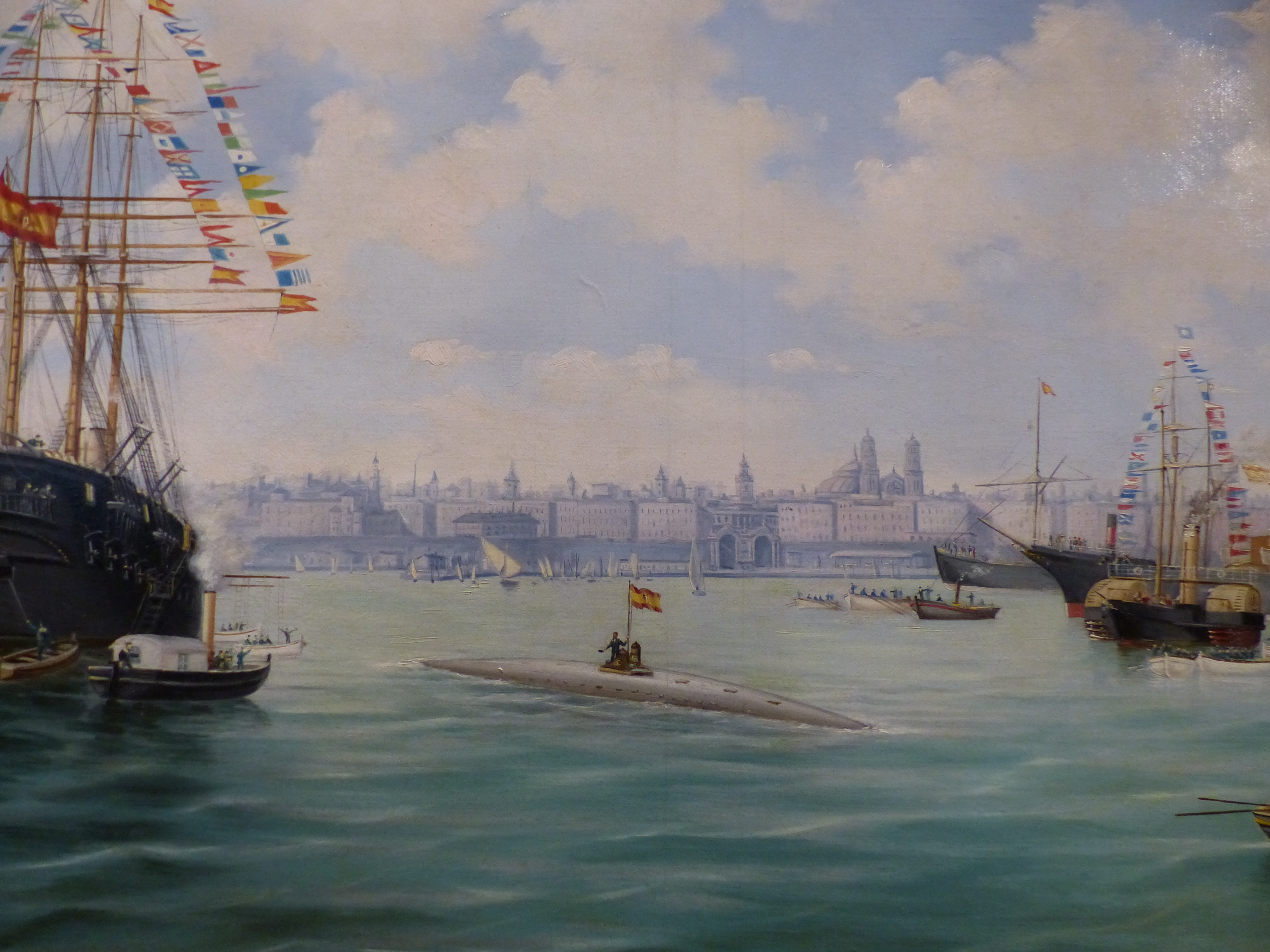
Botadura del submarino de Peral en aguas de la bahía de Cádiz el 8 de septiembre de 1888. Pintura de Francisco Giráldez (1840-1920)

Se colocó la quilla en grada el 1 de enero de 1888 y tuvo lugar su botadura el 8 de septiembre en aguas de San Fernando.
Se realizaron pruebas en dique el 25 de diciembre de 1888, y para las de mar se constituyó una comisión, presidida por el capitán general del departamento Florencio Montojo Trillo, en la que figuraba entre otros el entonces capitán de fragata Joaquín Bustamante y Quevedo.
La comisión impuso las siguientes pruebas a superar por el prototipo: 
- Velocidad.
- Navegación en superficie y evoluciones.
- Inmersión dinámica, con pruebas de velocidad.
- Lanzamiento de torpedos en superficie e inmersión.
- Pruebas de mar de carácter táctico.

Fue la primera vez que se usó la propulsión eléctrica en la Armada Española.
Según memoria del 15 de febrero de 1890 de Isaac Peral, el buque tenía una autonomía de 66 horas y un radio de acción de 284 millas náuticas (511 km). 
Aunque el buque tuvo éxito en los tres simulacros de ataques nocturnos, no obtuvo el mismo resultado en el diurno contra el Cristóbal Colón y otras unidades menores, cuando fue detectado a 1000 m del crucero. Con esos resultados, la comisión decidió que el buque no superaba los criterios de autonomía, a pesar de que Isaac Peral comprometió una autonomía que el prototipo sí cumplía.

## Cierre del proyecto

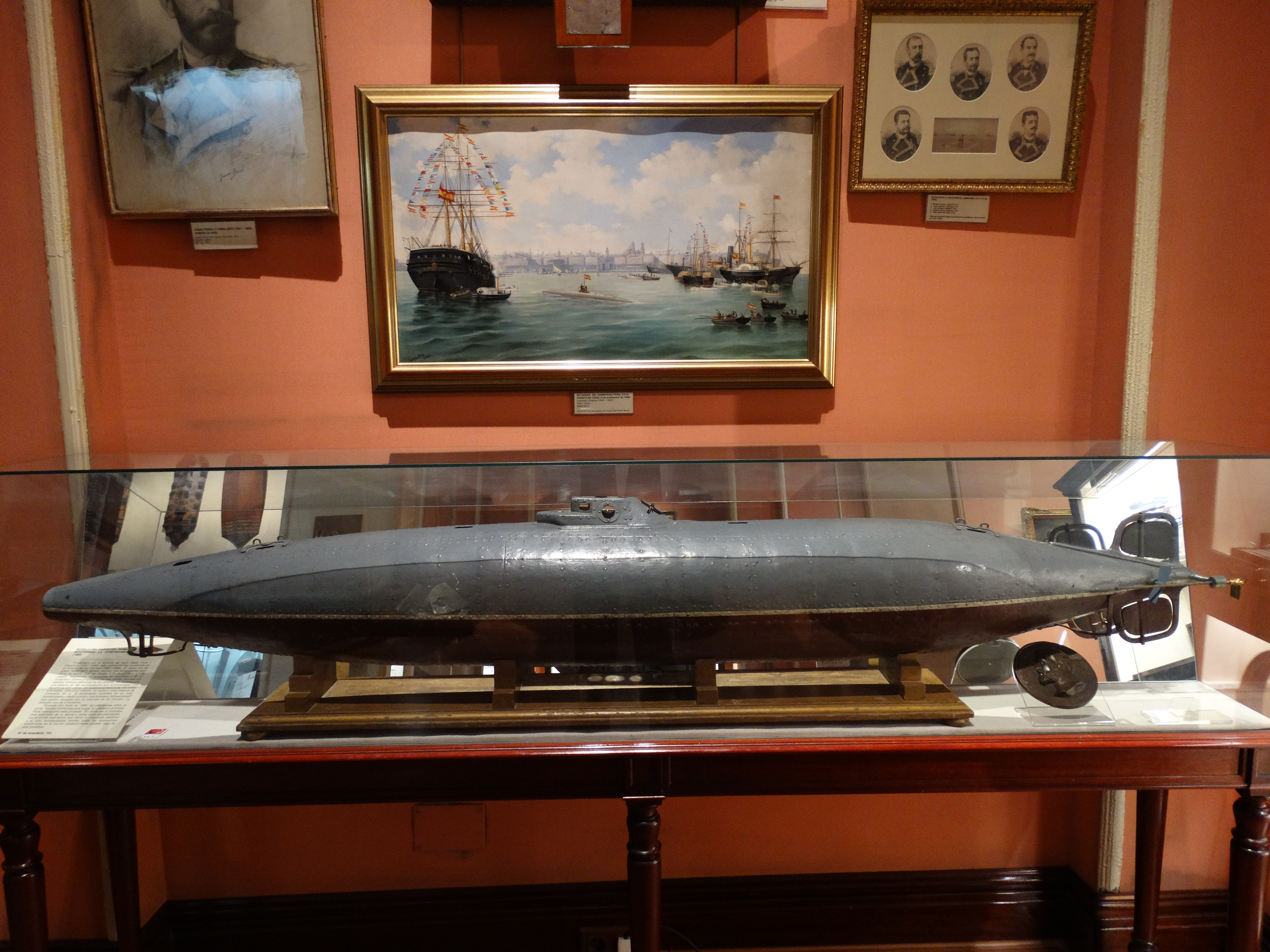
Maqueta del submarino Peral en el Museo Naval de Madrid.

A Peral se le concedió la medalla del Mérito Naval con distintivo rojo por el peligro que corrió durante las pruebas.
El 11 de noviembre de 1890, el ministro de Marina Antonio Cánovas del Castillo, siguiendo el dictamen del Consejo Superior de la Armada, trasladó a Peral un escrito que había presentado su predecesor en el cargo José María Beránger Ruiz de Apodaca al Consejo de Ministros, cuyo texto era: 

«El Comandante del torpedero submarino entregará al arsenal de La Carraca, bajo inventario, acumuladores, bombas, generadores y demás efectos y material de buque».

En junio de 1892 se le desmontaron parte de sus equipos, el tubo lanzatorpedos y los motores, entre otros. Quedó el casco casi vacío almacenado en el Arsenal de la Carraca.
Por Real Orden de 3 de noviembre de 1913 se ordenó su desguace, sentencia que no llegó a ejecutarse.

## Recuperación para la Historia

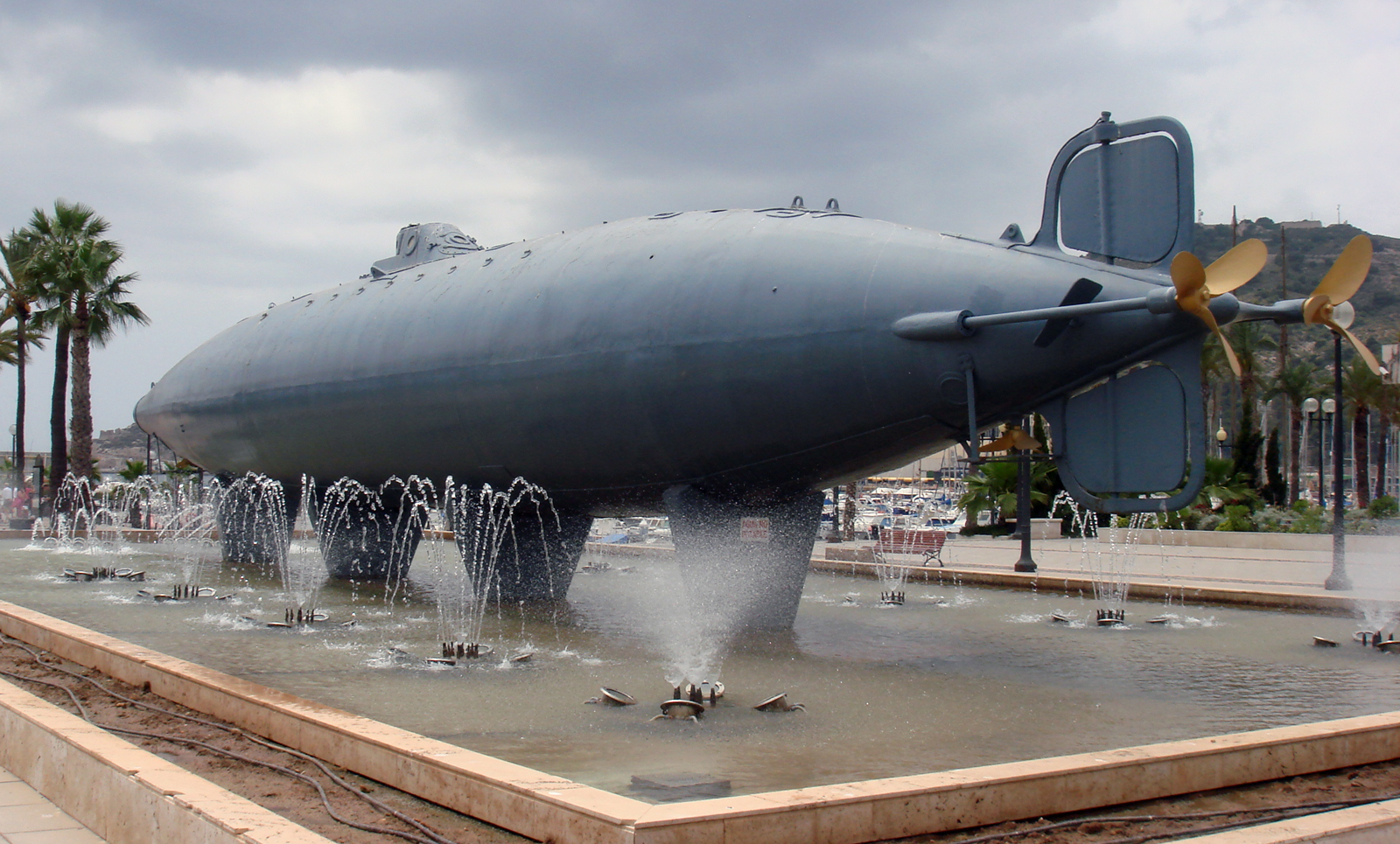
El submarino Peral en 2007

Durante cuarenta años, el submarino de Peral fue carne de desguace en el isleño Arsenal de la Carraca, no obstante, fue guardado en depósito hasta que en 1929, el almirante Mateo García de los Reyes, primer comandante del arma submarina española, logró recuperarlo y remolcarlo a Cartagena, instalándose en 1930 en tierra frente a la Base de Submarinos tras retocarse la obra viva.
El 1 de diciembre de 1965, a petición del Ayuntamiento de Cartagena, pasó a constituirse en monumento popular en la plaza de los Héroes de Cavite. Durante la Exposición Universal de Sevilla de 1992, fue trasladado a la ciudad hispalense, donde fue expuesto en el pabellón de la comunidad autónoma murciana, a orillas del Lago de España, retornando a su ubicación en la plaza de los héroes de Cavite de Cartagena en diciembre de 1992. Tras la remodelación del frente marítimo de la ciudad, en el año 2002, fue trasladado a una fuente ubicada en el Paseo Alfonso XII, junto al puerto deportivo.
El 15 de diciembre de 2012 la nave se traslada al antiguo taller de fundición del arsenal militar, dependiente del Museo Naval de Cartagena, sometiéndose a un proceso de restauración y rehabilitación integral, dando lugar a una exposición inaugurada y abierta al público en septiembre de 2013, conformando la Sala Isaac Peral.

## Galería

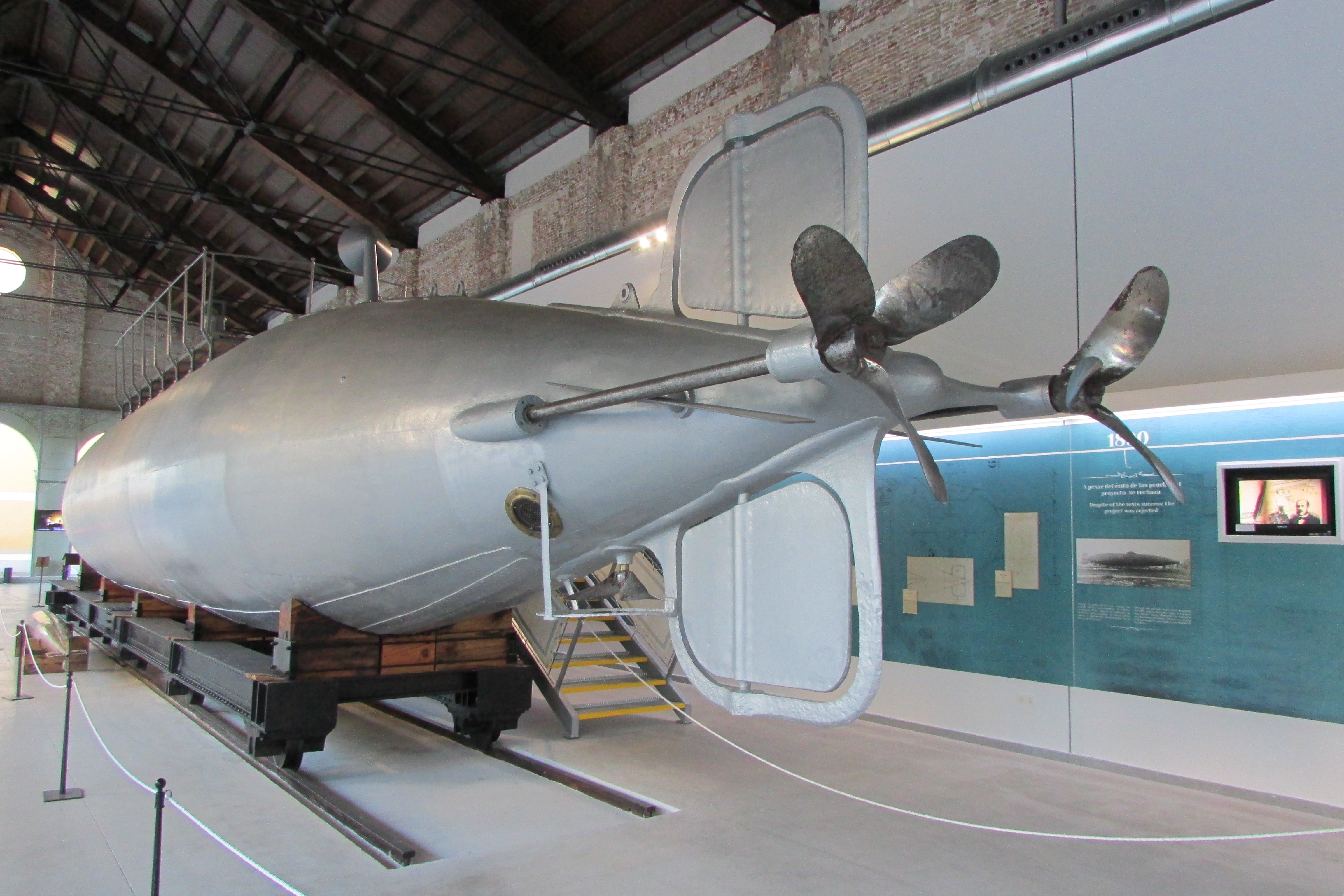
El submarino en su nueva ubicación en el Museo Naval de Cartagena en 2015.
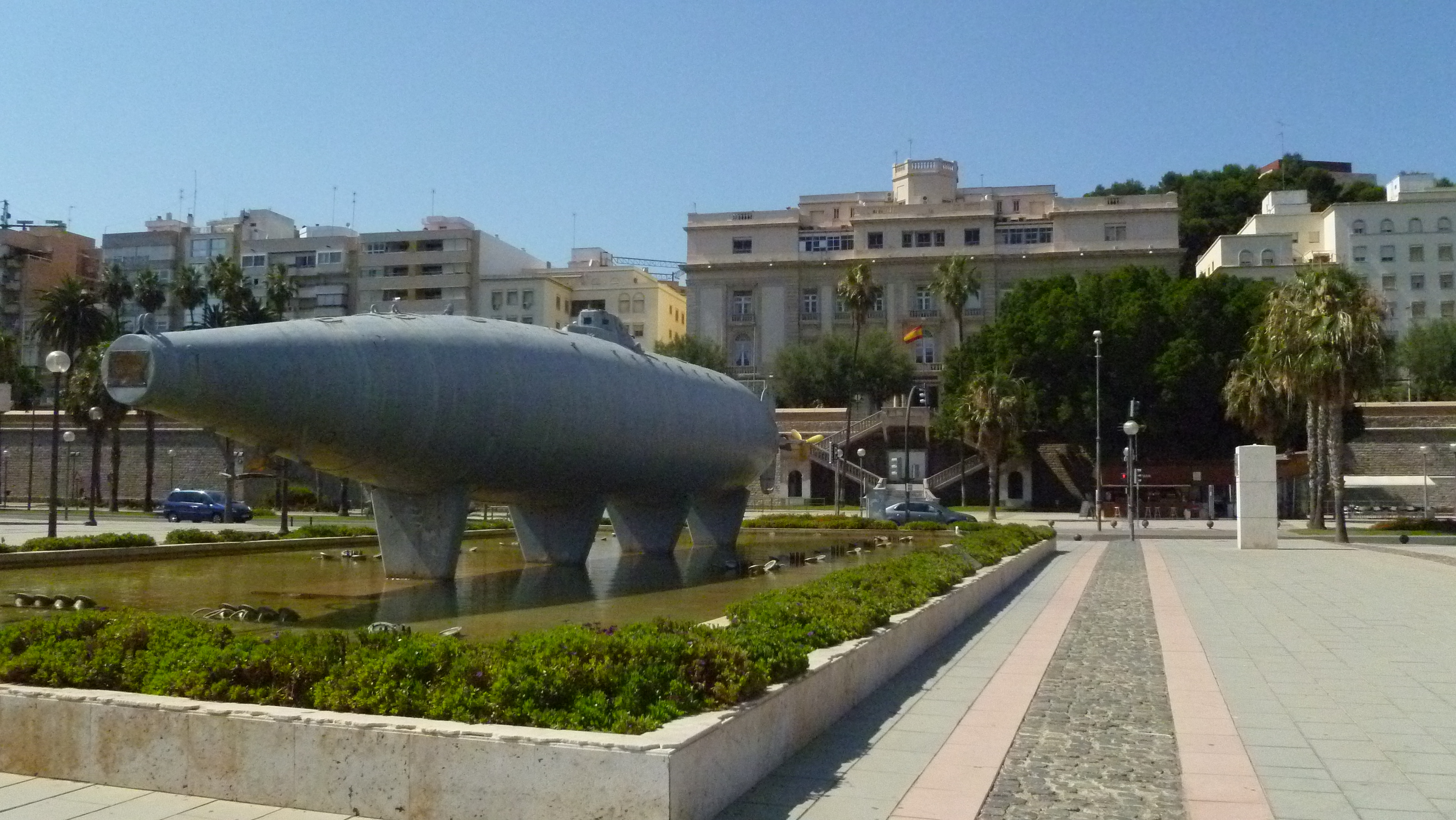
Submarino Peral en 2011 con la Muralla del Mar de fondo.
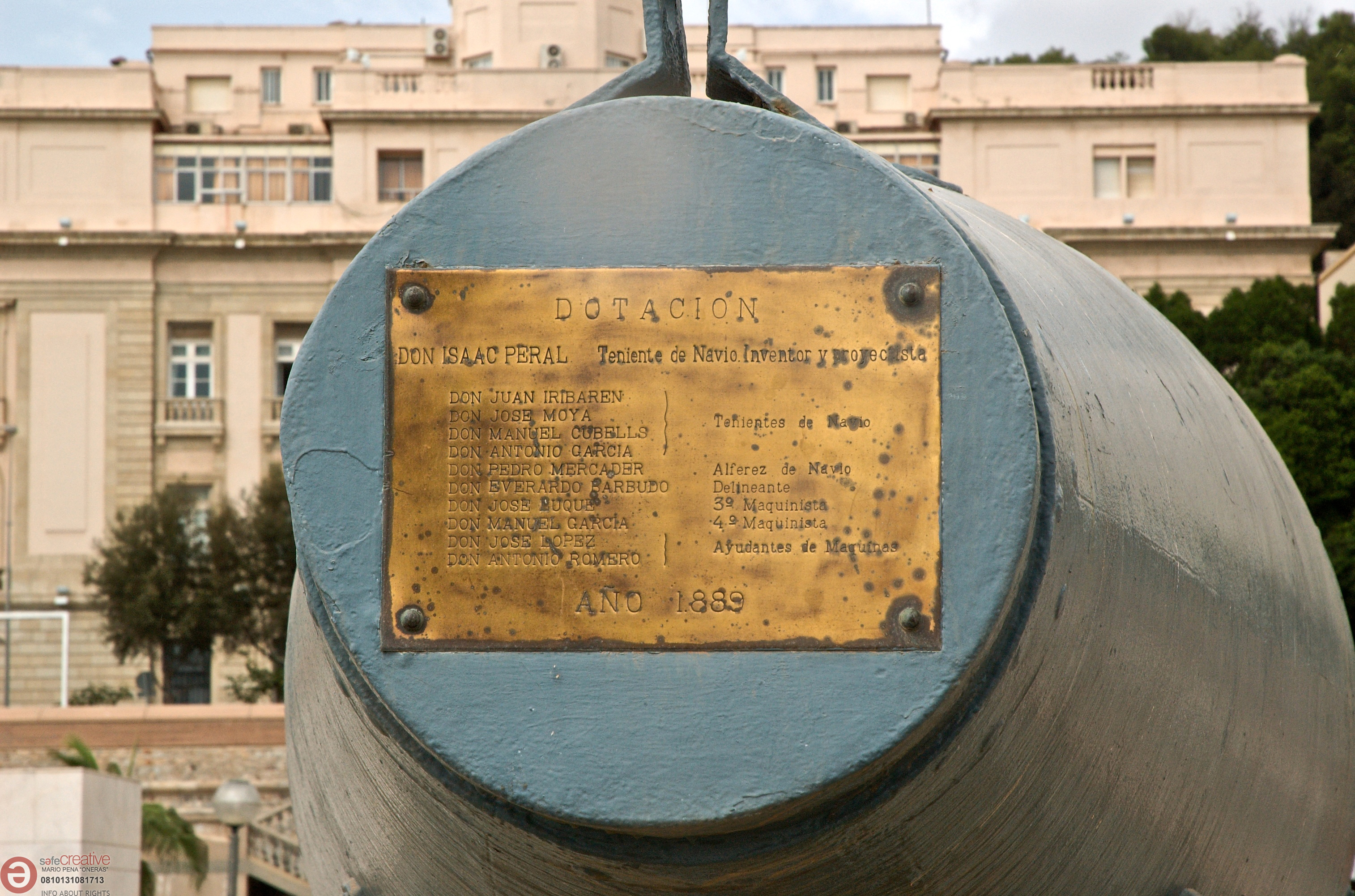
Placa colocada en la proa del sumergible.
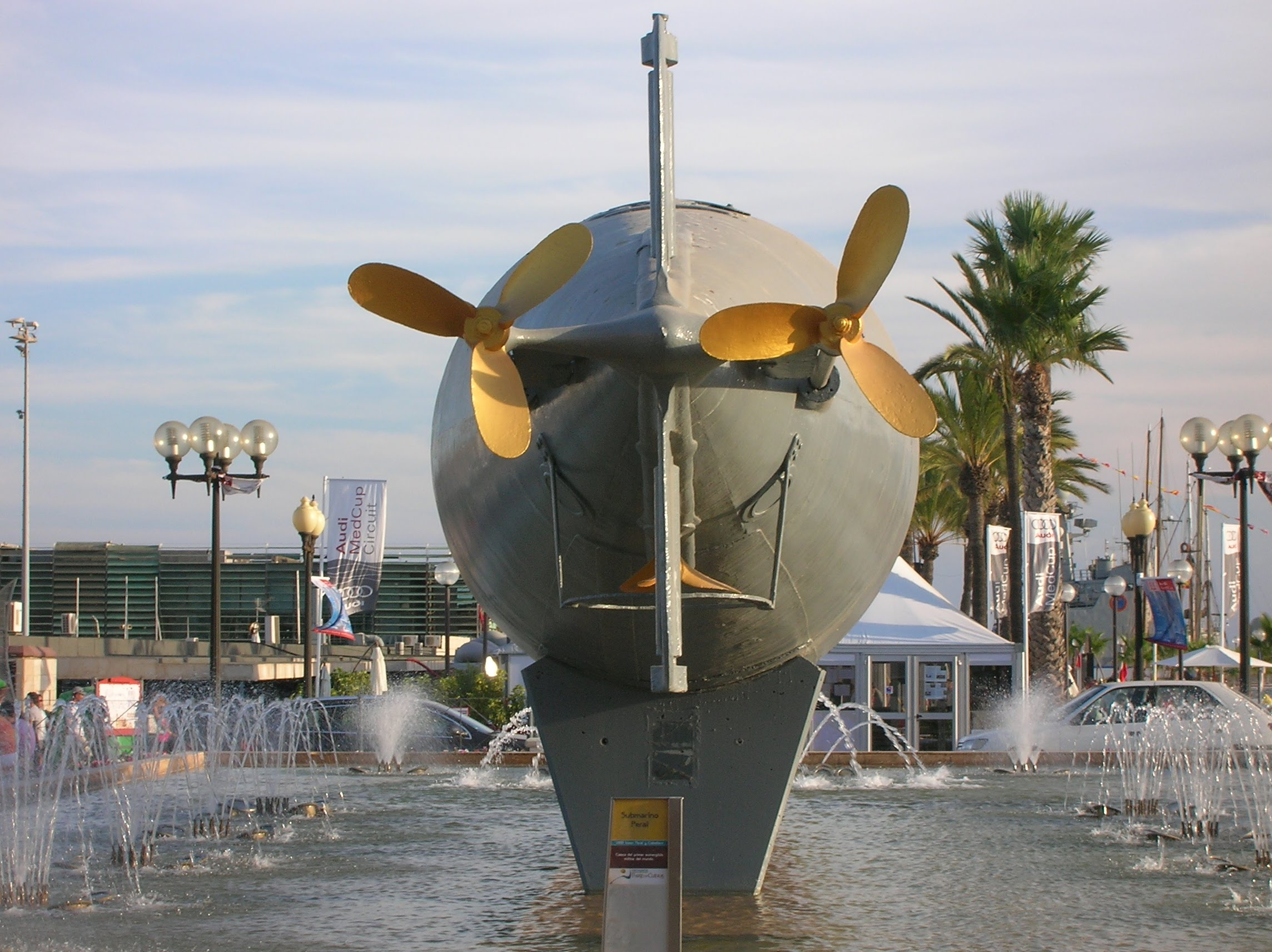
Popa del submarino Issac Peral.